# Termusjärvi
Termusjärvi är en sjö i Finland. Den ligger i kommunen Salla i landskapet Lappland, i den norra delen av landet, 800 km norr om huvudstaden Helsingfors. Termusjärvi ligger 206,3 meter över havet. Den är 0,9 meter djup. Arean är 73 hektar och strandlinjen är 3,87 kilometer lång. Sjön  ingår i Kemi älvs huvudavrinningsområde. 